# Filmes de 1956 da Republic Pictures

## Introdução
Em 1956, a Republic Pictures lançou 23 produções.
Agora sem seriados e faroestes B estrelados por cowboys cantores, que caracterizaram o estúdio desde sua fundação, a Republic procurou manter-se com seu cardápio de sempre -- dramas e filmes de ação baratos, com elencos e diretores em geral inexpressivos. Também cada vez mais presentes, produções europeias compradas para distribuição nos Estados Unidos.
Ainda assim, além do sensível drama rural Come Next Spring, destaca-se o faroeste The Maverick Queen, que foi o primeiro rodado em Naturama, a versão do estúdio para o CinemaScope, processo criado três anos antes pela 20th Century Fox,
Nenhum filme foi indicado ao Oscar, mas os Departamentos de Engenharia e de Câmera receberam um prêmio técnico da Academia, o primeiro desde 1944.

## Prêmios Oscar
Vigésima nona cerimônia, com os filmes exibidos em Los Angeles no ano de 1956.
| Nenhuma produção recebeu quaisquer indicações |
| --------------------------------------------- |

### Prêmios Especiais ou Técnicos
- Daniel J. Bloomberg, John Pond, William Wade e os Departamentos de Engenharia e Câmera da Republic: Prêmio Científico ou Técnico (Classe III - Certificado de Menção Honrosa), "pela adaptação do Naturama à câmera Mitchell".[2]

## Filmes do ano
| Título original               | Título PT/BR              | Título PT/PT            | Astros                           | Diretor                              | Gênero   |
| ----------------------------- | ------------------------- | ----------------------- | -------------------------------- | ------------------------------------ | -------- |
| Above Us the Waves            | Sob as Ondas              |                         | John Mills, John Gregson         | Ralph Thomas                         | Guerra   |
| Accused of Murder             | Marcado para a Morte      |                         | David Brian, Vera Ralston        | Joseph Kane                          | Mistério |
| Come Next Spring              | Quando a Primavera Voltar | O Maior Amante do Mundo | Ann Sheridan, Steve Cochran      | R. G. Springsteen                    | Drama    |
| Dakota Incident               | O Código das Armas        |                         | Linda Darnell, Dale Robertson    | Lewis R. Foster                      | Faroeste |
| Daniel Boone, Trail Blazer    | Alma de Bandeirante       |                         | Bruce Bennett, Lon Chaney Jr.    | Albert C. Gannaway, Ismael Rodríguez | Aventura |
| Die Gefangene des Maharadscha |                           |                         | Kristina Söderbaum, Willy Birgel | Veit Harlan                          | Drama    |
| Doctor at Sea                 | A Noiva do Comandante     | Uma Garota a Bordo      | Dirk Bogarde, Brigitte Bardot    | Ralph Thomas                         | Comédia  |
| Flame of the Islands          | Um Amor Proibido          | Amor Interdito          | Yvonne De Carlo, Howard Duff     | Edward Ludwig                        | Policial |
| Hidden Guns                   | Matador Implacável        |                         | Bruce Bennett, Richard Arlen     | Albert C. Gannaway                   | Faroeste |
| Jaguar                        |                           |                         | Sabu, Barton MacLane             | George Blair                         | Mistério |
| Lisbon                        | Lisboa                    | Lisboa                  | Ray Milland, Maureen O'Hara      | Ray Milland                          | Drama    |
| Magic Fire                    | Chama Imortal             | Fogo Mágico             | Yvonne De Carlo, Carlos Thompson | William Dieterle                     | Drama    |
| The Man Is Armed              | Armado para Matar         |                         | Dane Clark, William Talman       | Franklin Adreon                      | Policial |
| The Maverick Queen            | Até a Última Bala         | A Rainha do Mal         | Barbara Stanwyck, Barry Sullivan | Joseph Kane                          | Faroeste |
| Scandal Incorporated          |                           |                         | Robert Hutton, Patricia Wright   | Edward Mann                          | Policial |
| A Strange Adventure           | Quadrilha Sanguinária     |                         | Joan Evans, Ben Cooper           | William Witney                       | Policial |
| Stranger at My Door           | A Lei do Revólver         |                         | Macdonald Carey, Patricia Medina | William Witney                       | Faroeste |
| Terror at Midnight            | Noites de Terror          |                         | Scott Brady, Joan Vohs           | Franklin Adreon                      | Policial |
| Thunder Over Arizona          | Vingador sem Piedade      |                         | Skip Homeier, Kristine Miller    | Joseph Kane                          | Faroeste |
| Track the Man Down            | A Ronda do Crime          |                         | Kent Taylor, Petula Clark        | R. G. Springsteen                    | Policial |
| When Gangland Strikes         | A Tortura do Medo         |                         | Raymond Greenleaf, Marjie Millar | R. G. Springsteen                    | Policial |
| A Woman's Devotion            | Devoção de Mulher         |                         | Ralph Meeker, Janice Rule        | Paul Henreid                         | Mistério |

## Outros
| Título    | Narração           | Direção      | Duração    | Gênero  |
| --------- | ------------------ | ------------ | ---------- | ------- |
| Zanzabuka | Bob Danvers-Walker | Louis Cotlow | 64 minutos | Turismo |